# Гіркокаштан лісовий
Гіркокашта́н лісови́й (Aesculus sylvatica) — отруйна багаторічна рослина родини сапіндових. Декоративна культура.

## Опис
Кущ заввишки 1-3 м, рідше — невисоке (6-15 м) дерево. Стовбур прямий, завширшки 5-25 см. Кора від темно- до світло-сірого кольору, на молодих гілках — червонувато-коричнева. Крона щільна, кругла. Листки пальчасті, зазвичай складені з 5 листочків (рідше — з 7). Черешки 8-18 см завдовжки, голі або злегка опушені. Кожен листочок загострений, завширшки 3-7 см, його форма коливається від ланцетної до еліптичної. Краї листка пилчасті, двічі пилчасті або городчасто-зубчасті.
Суцвіття — вузька, прямостояча, пірамідальна волоть 10-15 см завдовжки, 8 см завширшки. Квітконіс опушений. Квітки 2,5-3 см завдовжки, жовті, з часом набувають червонуватого відтінку. Волохаті квітконіжки 3-5 мм завдовжки. Чашечка квітки 7-15 мм завдовжки, дзвоникувата, рідше — трубчаста, опушена, але не залозиста, з зовнішнього боку червона. Чашолистиків 5, вони видовжено-яйцеподібні. Пелюстки різного розміру, війчасті, їх довжина коливається від 20 до 37 мм. Тичинки (6-7 штук) завдовжки 18-30 мм, в нижній частині волохаті. Пиляки гладкі, залозисті. Плоди — кулясті або оберненояйцеподібні коробочки завширшки 2,5-4 см. Оболонка плоду тонка, гладка, світло-коричнева. Всередині плід поділяється на кілька гнізд, в яких містяться 1-3 (рідше 4-6) гладких, лискучих, темно-червоних насінини кулястої або еліптичної форми. Насіння отруйне.
Загалом гіркокаштан лісовий є доволі мінливою рослиною: у деяких особин проявляються морфологічні ознаки гіркокаштана жовтого та гіркокаштана червоного — симпатричних видів, з якими він систематично найбільш пов'язаний.

## Екологія та поширення
Квітне у травні-червні. Плодоносить у вересні.
Гіркокаштан лісовий родом зі сходу США, де він поширений на півночі Теннессі, на північному сході Алабами, у Джорджії, Вірджинії та на плато П'ємонт у Південній Кароліні. Зростає у різноманітних біотопах: листяних і соснових лісах, що вкривають добре дреновані схили, на кам'янистих схилах, по берегах річок і в заболочених місцевостях.

## Застосування
Каштан лісовий є малопоширеною декоративною рослиною. В культурі він відомий з 1905 року. Це морозостійкий вид, який витримує пониження температури до −29 °C. Незважаючи на те, що в природі гіркокаштан лісовий невимогливий, в культурі він краще розвивається на добре зволожених, родючих ґрунтах та потребує невеликого затінення.

## Синоніми
- Aesculus georgiana Sarg.
- Aesculus sylvatica ф. lanceolata (Sarg.) Bartr.